# Trop de bonheur
Cet article concerne la bande dessinée. Pour le film, voir Trop de bonheur (film).

TDB : Trop de bonheur est une série de bande dessinée française de science-fiction écrite par Jean-David Morvan et dessinée par Steven Lejeune. Ses quatre volumes ont été publiés par Delcourt entre 2002 et 2008.

## Albums
- Delcourt, collection « Neopolis » :

1. Bilou, 2002  (ISBN 2-84055-845-9)[2].
2. Space Bob, 2004  (ISBN 2-84789-050-5).
3. Huizilo Pochtli, 2006  (ISBN 2-84789-506-X)[3].
4. Code barre, 2008  (ISBN 978-2-7560-0047-3).

## Anecdote
Chacun des titres correspond à une appellation différente du Bonheur, le petit extraterrestre tant convoité. Le titre du tome 4 est un code barre dont la valeur vaut 9782756000473, il s'agit en fait du code EAN13 de la bande dessinée.